# Matija Špičić
Matija Špičić (Zagabria, 24 febbraio 1988) è un calciatore croato, difensore del Kralj Tomislav Zagabria.

## Carriera

### Club
Ha giocato nella massima serie dei campionati croato, ucraino, azero, georgiano e polacco.